# Podagrion isos
Podagrion isos är en stekelart som beskrevs av Grissell och Goodpasture 1981. Podagrion isos ingår i släktet Podagrion och familjen gallglanssteklar. Inga underarter finns listade i Catalogue of Life.